# Philippe Ier de Norvège
Philippe Ier de Norvège († en juillet 1217) (norvégien: Filippus Simonsson ou Filip Simonssøn) prétendant au trône de Norvège, 3e roi des Baglers en 1207 et co-roi de Norvège de 1208 à 1217

## Origine
Fils de Margaret, elle-même une fille d'Arne Ivarsson et de la princesse suédoise Ingrid Rögnvaldsdotter, et d'un magnat norvégien Símon Kárasson, Philippe Simonsson était par sa mère le neveu de l'évêque Nicolas Arnesson d'Oslo le chef du parti des « Bagler »

## Règne
En 1204 lors du début de la revendication du trône par le candidat des Baglers Erling Steinvegg Philippe reçoit le titre de Jarl. Après la mort pendant l'hiver 1206/1207 d'Erling le 2e roi des « Bagler ». Nicolas propose la candidature de son neveu bien que ce dernier n'ait aucun droit, même illégitime à la couronne royale. Philippe est cependant élu 3e roi des « Bagler ».
En 1208, un compromis est trouvé avec Inge II de Norvège le roi des « Birkebeiner » à Hvittingsey au Rogaland et un accord validé par l'archevêque de Nidaros Thorir Gudmundsson (1206-1214) et les évêques Nicolas d'Oslo et Martin de Bergen. Le pays est partagé et Philippe reçoit l'Oppland et le Viken. Personne ne semble avoir su par qui le titre royal était vraiment assumé, Philippe théoriquement vassal de Inge II, conservait son sceau royal et se nommait lui-même « Philippus Reginus ». En gage de réconciliation il reçoit en mariage une fille du roi Sverre, Christine Sverresdatter, leurs noces furent célébrées à Oslo en 1209. Christina meurt en couches en 1213 et le roi Philippe en juillet 1217 trois mois après Inge II de Norvège et alors qu'il envisageait de partager le royaume avec Skúli Bárdarson.